# Fulvio Scaparro
Fulvio Scaparro (Tripoli, 1º agosto 1937) è uno psicologo e psicoterapeuta italiano.

## Biografia
Fulvio Scaparro (Tripoli, 1937) ha insegnato psicopedagogia e psicologia all'Università degli Studi di Milano e nelle scuole di specializzazione in psicologia clinica e dei cicli di vita, psicologia dell'età evolutiva, neuropsichiatria infantile e criminologia clinica. È scrittore e giornalista pubblicista. Vive e lavora a Milano. 
Impegnato da anni nella difesa dei diritti dei bambini, è stato tra i promotori e formatori delle prime iniziative italiane per la prevenzione dell'abuso all'infanzia. Con la collaborazione di Irene Bernardini ha fondato a Milano, nel 1987, l'Associazione GeA - Genitori Ancora a sostegno dei figli e dei genitori coinvolti in vicende separative, per diffondere una corretta informazione sui temi della separazione e del divorzio e formare personale specializzato nella mediazione familiare nei casi di gravi conflitti tra genitori. 
È stato giudice onorario fino al 1992 del Tribunale per i Minorenni e componente privato della Corte d'Appello del Tribunale di Milano, sezione minori e famiglia. È membro fondatore dell'Associazione Italiana di Psicologia Giuridica, nata nel 1976. 
Il 28 maggio 1995, con altri colleghi, ha fondato la S.I.Me.F. ( Società Italiana di Mediatori Familiari ).
È stato presidente dal 1998 al 2004 del Comitato Etico dell'Istituto Nazionale dei Tumori di Milano.
Come psicoterapeuta e formatore, si occupa di infanzia, adolescenza, anziani, di ADR ( Alternative Dispute Resolution, soluzioni alternative alle dispute ) e della pacificazione delle relazioni familiari. 
Nel 2004, con il sociologo Nando dalla Chiesa, l'imprenditore Paolo Rampi, la scrittrice Lidia Ravera e il giornalista Fabio Zanchi e con la collaborazione di Velia Mantegazza e Ricky Gianco, ha fondato il Festival della Musica di Mantova nato come rassegna di musicisti italiani (cantando e suonando esclusivamente dal vivo),la cui prima edizione si è svolta con straordinario successo a Mantova dal 2 al 6 marzo 2004. 
Il 27 maggio 2011 l'Unicef Italia ha premiato l'Associazione GeA "per il suo impegno ultraventennale a favore della mediazione familiare in caso di separazione e conflitti. Per il suo contributo alla protezione dell'infanzia dalle guerre familiari, nella convinzione che è possibile tutelare bambini e adolescenti aiutando i genitori a recuperare e valorizzare, dopo le separazioni, il loro compito genitoriale comune. Per il ruolo di guida all'interno della comunità in cui opera nel costruire un mondo in cui i diritti di ogni bambina e di ogni bambino siano pienamente realizzati, concretizzando nel senso più alto valori e missione dell'Unicef."
Il 28 giugno 2012 è stato cofondatore di Laboratorio Adolescenza, un'associazione ideata da Maurizio Tucci, libera, apolitica e aconfessionale, senza fini di lucro, che ha come obiettivo la promozione e lo studio e la ricerca sugli adolescenti sotto il profilo sociale, psicologico, medico e pedagogico. Di questa associazione, Fulvio Scaparro, è oggi socio onorario. 
Nel 2013 la Provincia di Milano ha deliberato l'assegnazione di 20.000 m² di bosco e prato nell'area dell'Idroscalo per la realizzazione di "Aulì Ulè, il giardino dei giochi dimenticati", un progetto ideato da Fulvio Scaparro per un parco esclusivamente dedicato ai bambini e alle bambine fino ai 10 anni di età e ai loro accompagnatori. Questo progetto di Scaparro, realizzato in collaborazione con gli Amici dell'Accademia di Brera, è stato inaugurato all'Idroscalo di Milano nel maggio 2015.
Nel 2014 all'Associazione GeA Genitori Ancora è stato attribuito dal Comune di Milano l'attestato di benemerenza civica. 
L'Associazione, di cui è attualmente Direttore Scientifico sotto la presidenza di Chiara Vendramini, ha realizzato sul finire degli anni Ottanta in collaborazione con il Comune di Milano il primo servizio pubblico italiano per la prevenzione dell'abuso all'infanzia conseguente a una separazione molto conflittuale tra genitori (questo servizio comunale è oggi del tutto autonomo dall'Associazione GeA).
Nel 2017, con altri colleghi, ha dato vita a MEDEFitalia associazione di mediatori familiari professionisti tesa a mantenere alto il prestigio della categoria e la tutela degli utenti attraverso alti standard di formazione e aggiornamento e la stretta osservanza del codice etico. Di MEDEFitalia, Fulvio Scaparro, oltre che Supervisore Professionale, è socio onorario. 
È membro dell'Ordine degli Psicologi (albo degli psicoterapeuti), della Società Italiana di Neuropsichiatria Infantile, dell'Ordine dei Giornalisti (come pubblicista). Partecipa attivamente ad iniziative rivolte alla scuola e alla sensibilizzazione di bambini e giovani all'attività sportiva e alla tutela del patrimonio artistico e naturalistico del nostro Paese.
È collaboratore di varie testate giornalistiche. Per il Corriere della Sera ha tra l'altro curato fino al 2016 il forum online "Genitori e Figli", Educazione reciproca di genitori e figli.